# Selma Ceylan
Selma Ceylan (* 1956 in Ankara) ist eine deutsche Autorin türkischer Herkunft.
Ceylan, die ihren Vater früh verlor, kam als Arbeiterin nach Deutschland. Heute lebt sie als Hausfrau und Mutter von drei Kindern in Kassel. In Deutschland wurden bislang zwei autobiografisch gefärbte belletristische Bücher veröffentlicht. Ceylan schreibt in türkischer Sprache. Die Erzählungen wurden für die Veröffentlichung in Deutschland übersetzt.

## Veröffentlichungen
- Die Ausreisserin – Felsberg : Migro, 1987
- Irrsin der Ehre – Berlin : Hitit, 1998
- Güler